# Cotinguiba EC
Cotinguiba EC is een Braziliaanse voetbalclub uit Aracaju in de staat Sergipe. 

## Geschiedenis
De club werd opgericht in 1909 en werd in 1918 de eerste staatskampioen van Sergipe, later volgden nog vijf titels.

## Erelijst
Campeonato Sergipano
1918, 1920, 1923, 1936, 1942, 1952